# كارلتون دبليو. ريفيس
كارلتون دبليو. ريفيس (بالإنجليزية: Carlton W. Reeves) هو محامي وقاضي أمريكي، ولد في 11 أبريل 1964 في فورت هود في الولايات المتحدة.